# Magirus-Deutz
Pour les articles homonymes, voir Deutz (homonymie).

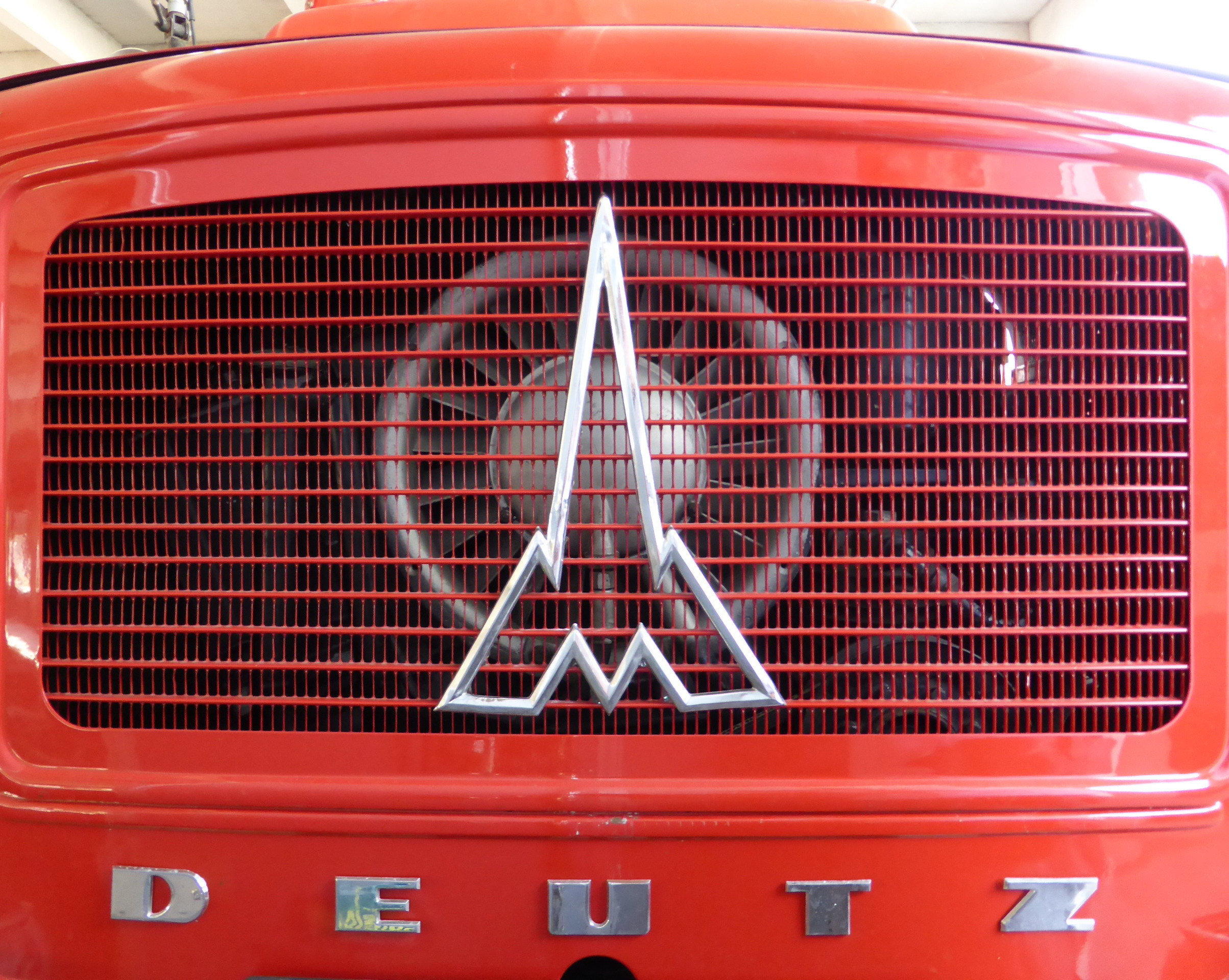
Calandre Magirus-Deutz à moteur refroidi par air

Magirus-Deutz était un constructeur de camions, véhicules d'incendie, d'autobus et autocars allemand qui appartenait au groupe KHD - Klöckner-Humboldt-Deutz et racheté par le groupe italien FIAT S.p.A. en 1974 et englobé dans le groupe IVECO le 1er janvier 1975.

## Histoire
En 1864, Conrad Dietrich Magirus fonde une société qui fabrique des camions et véhicules d'incendie. Il se lance ensuite dans la construction de camions, d'autobus et d'autocar jusqu'à la fin des années 1910.

### Fusion de Magirus et Humboldt-Deutz
En 1936, le motoriste « Humboldt-Deutz » de Cologne fusionne avec le constructeur de camions Magirus d'Ulm. Les deux sociétés se complètent bien : Magirus produit des extincteurs depuis 1864, des camions depuis 1916 et des autobus depuis 1919, mais a un besoin urgent de moteurs diesel pour ses véhicules utilitaires, traditionnellement équipés de moteurs à essence. Humboldt-Deutz fabriquait des moteurs  mais pas de véhicules utilitaires. Les deux usines Magirus d'Ulm et celle de Berlin sont intégrées dans le groupe Humboldt Deutz.

### LaSeconde Guerre mondialeet la création de Magirus-Deutz
Après la fusion, l'étude et le développement de moteurs Magirus à Ulm est arrêté. Peu après l'arrivée au pouvoir du Führer Adolf Hitler, de 1934 à 1937, l'usine Magirus d'Ulm construit un camion léger militaire à trois essieux, le Magirus M 206. En 1938, Humboldt-Deutz conclut un contrat de fusion avec Klöckner-Werke qui va aboutir à la formation de la société KHD - Klöckner-Humboldt-Deutz AG. Jusqu'au déclenchement de la Seconde Guerre mondiale en 1939 et, jusqu'en 1942, l'entreprise a poursuivi la fabrication des camions Magirus qui, à partir de 1937, ont presque tous été équipés de nouveaux moteurs Deutz. De 1937 à 1940, l'usine d'Ulm a travaillé avec MAN, Büssing-NAG et Henschel pour produire le camion léger standard pour la Wehrmacht, un véhicule tout-terrain à trois essieux développé par l'entreprise. Le modèle Henschel 33 type G a été produit sous licence, il ne différait de l'original que par le moteur Deutz. À la suite du plan Schell (de), les camions avec une charge utile de 3 tonnes ont été normalisés pour la Wehrmacht et inclus dans le programme de production en 1939, avec les désignations S.330 (propulsion arrière) et A.330 (quatre roues motrices). À partir de 1940, le nom Magirus disparaît, remplacé par Klöckner-Deutz. Certains modèles ont été équipés de gazogène à bois Deutz afin de pallier la pénurie d'essence. En 1941, les camions Schell de 3 tonnes ont reçu les nouvelles désignations S.3000 et A.3000. 
Pour distinguer les autobus, leur dénomination débutait par un "O" comme le O.3000. En 1941, les camions plus lourd type GS 145, avec pont arrière, ont été renommés S.4500 et AG 145 (quatre roues motrices), rebaptisés A.4500. Ils avaient une charge utile de 4,5 tonnes.

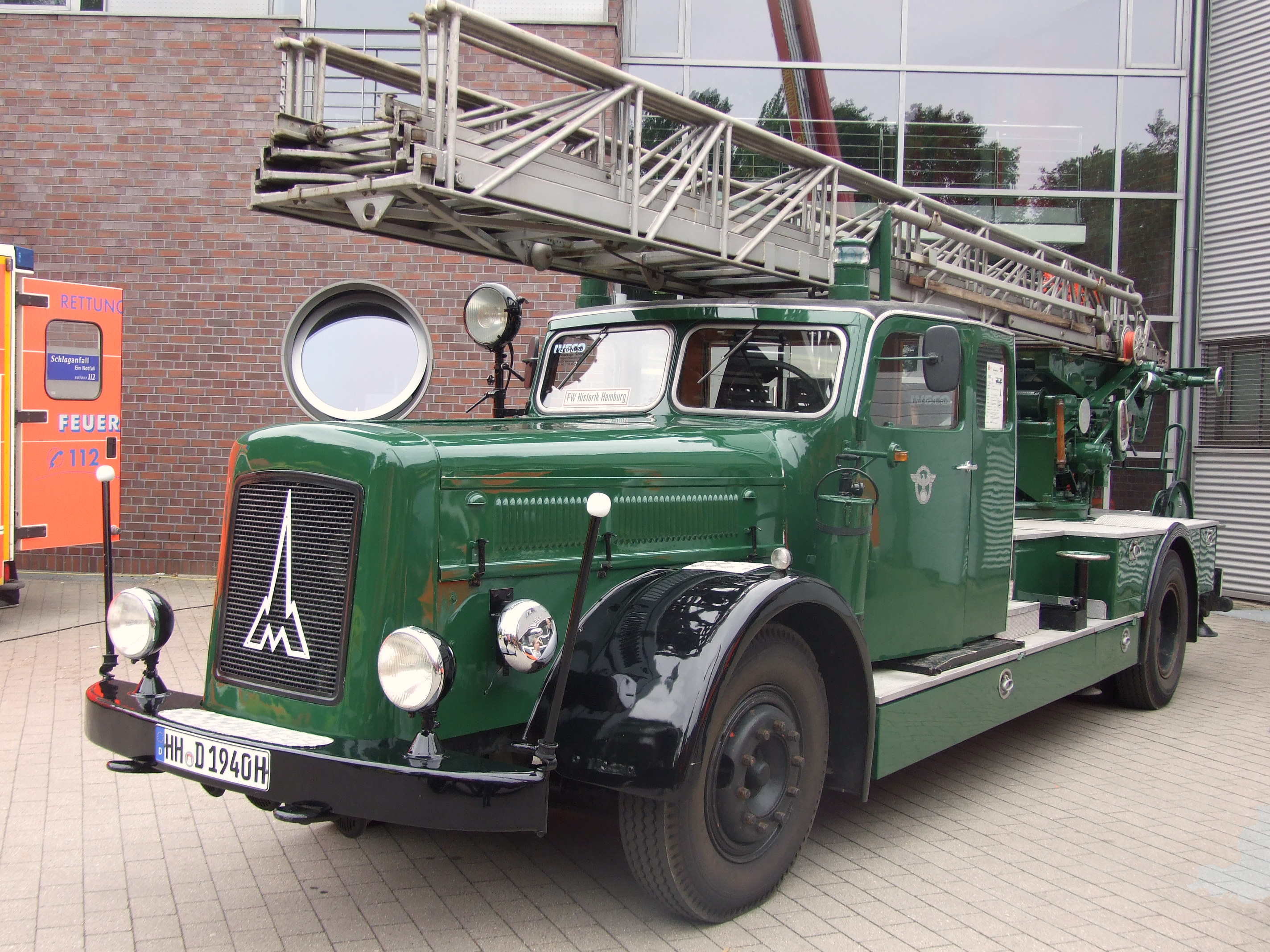
Camion Magirus-Deutz KL 26 à capot long - Camion de pompiers avec échelle tournante (1941)

À partir de 1941, la production s'est éparpillée dans de nombreuses usines désaffectées autour d'Ulm pour les rendre moins vulnérables aux attaques aériennes alliées. En 1942, le véhicule semi-chenillé Klöckner-Deutz S 3000 / SSM Maultier a été développé pour la Wehrmacht sur la base du camion S.3000 qui a également été fabriqué dans l'usine Ford de Cologne et Opel de Brandebourg, chacune sur son propre châssis de camion. En 1943, Magirus-Werke a lancé la fabrication du tracteur chenillé Ost sous licence Steyr-Daimler-Puch. En 1944, l'Ost a été le premier véhicule à être équipé du nouveau moteur diesel Deutz refroidi par air.
En 1943, la production de camions et d'autobus a été arrêtée et remplacée par des véhicules semi-chenillés ou complètement chenillés, jusqu'à la fin de la guerre.
À la fin de la guerre, en 1945, 60% des bâtiments de l'usine d'Ulm étaient détruits. La reconstruction de l'usine débute en mai 1945. Avec l'approbation par les Alliés, une première production de nouveaux véhicules est lancée en utilisant des pièces des modèles produits durant la guerre et des éléments en stock encore utilisables. Le tracteur à chenilles Ost a été légèrement modifié et renommé tracteur forestier RS 1500. La fabrication de camions, autobus et camions de pompiers ne pouvait pas redémarrer en raison des dommages de guerre, des sanctions des Alliés et des difficultés d'approvisionnement en matières premières et composants. Seules des carrosseries de camions et d'autobus sur des châssis de constructeurs américains comme GMC, Dodge ou Chevrolet pouvaient être fabriquées pour les forces d'occupation alliées. De 1947 à 1954, des tracteurs agricoles Deutz ont été produits à Ulm pour compléter la production de camions et d'autobus insuffisante. Les modèles d'après-guerre ont retrouvé l'ancien logo Magirus, supprimé en 1940. En 1949, la direction du groupe KHD décide d'utiliser le nom Magirus, aboli en 1940 mais encore très connu mais avec l'ajout de "Deutz". Dès lors, le nom de marque des véhicules produits par KHD dans l'usine Magirus d'Ulm est devenu "Magirus-Deutz".

## Camions
- Klöckner Deutz S330[1]
- Klöckner-Humboldt-Deutz L145[2]

## Autobus
- Klöckner-Humboldt-Deutz O145[3]
- Klöckner-Humboldt-Deutz OL235[4]
- Klöckner-Humboldt-Deutz OK235[5]

### Après la reconstruction, le miracle économique
En 1948, le premier nouveau véhicule d'après guerre est présenté à Ulm : le nouveau Type S.3000, complètement modifié par rapport au modèle de la guerre et utilisant le nouveau moteur diesel refroidi par air F4L514. Sa charge utile a été portée à 3,5 tonnes en 1949 et renommé S.3500. Une nouvelle génération de camions à capot a été développée. En 1950, l'autobus O.3000 a été complètement revu et renommé O.3500. Avec ce modèle, Magirus-Deutz couvrait le segment des autobus de taille moyenne. En 1951, la gamme s'étoffe vers le haut : le Type O.6500 fait son apparition. Contrairement à tous les autobus Magirus-Deutz précédents, il avait le moteur placé à l'arrière et une caisse semi-autoportante. En 1951, Magirus-Deutz présente un camion entièrement repensé, pour lequel le nom Rundhauber (capot rond) s'est imposé. La conception du "museau" sphérique se démarquait clairement des modèles de camions de la concurrence et avait été rendu possible parce qu'il n'y avait pas de radiateur d'eau devant le bloc moteur. Le gros défaut de cette solution en utilisation tout-terrain, les capots ronds souffraient d'une torsion inacceptable. Les véhicules ont été transformés avec une transmission intégrale et un capot carré. Ces modèles de 2e génération, massifs aux lignes très carrées, est baptisée avec des noms de planètes, en fonction du tonnage du véhicule et non pas selon la puissance du moteur. En option, mais sauf sur les modèles bennes de chantier, la cabine peut être allongée pour accueillir une couchette. On trouve ainsi les versions, du plus petit au plus gros :
- Sirius - camion jusqu'à un P.T.A.C. de 9,5 tonnes,
- Mercur - P.T.A.C. de 9,5 à 12 t,
- Saturn - P.T.A.C. : 12 à 15 t, P.T.R.A : 29 t et une version 6x4 avec un P.T.A.C. de 22 t et un P.T.R.A. de 35 t,
- Jupiter - P.T.A.C. : 14,8 à 17 t, P.T.R.A. : 35 t et une version 6x6 P.T.A.C. 22T et P.T.R.A. 35  et 39 t,
- Pluton - P.T.A.C. 19 t, P.T.R.A. 40 t,
- Uranus - 6x6, P.T.A.C. 26 t, tracteur Maxi code pour Convois exceptionnels et porte-chars.

Avec le rachat de Vereinigte Westdeutsche Waggonfabriken - Westwaggon de Cologne et Mayence entre 1953 et 1959, KHD a voulu entrer dans le secteur des tramways. Entre 1955 et 1960, la production des autobus a été progressivement délocalisée d'Ulm vers l'usine Westwaggon de Mayence-Mombach qui avait produit de nombreuses carrosseries de bus sur des châssis Magirus-Deutz. Le premier autobus complet construit à Mayence était un O.3500 H. En 1957, l'O.6500 a été remplacé sur le marché intérieur par la nouvelle série Saturn II.

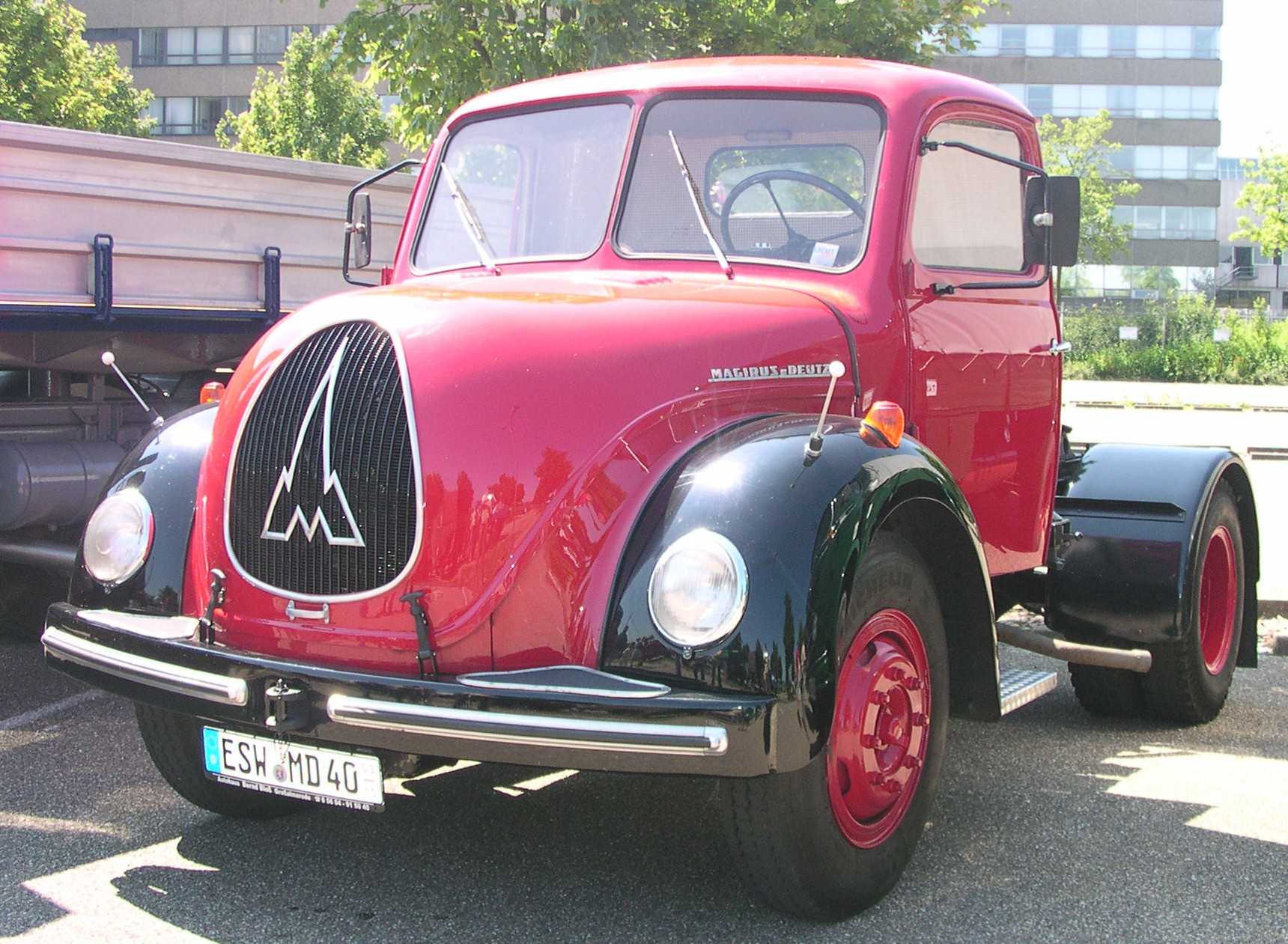
Cabine à capot rond 1re génération
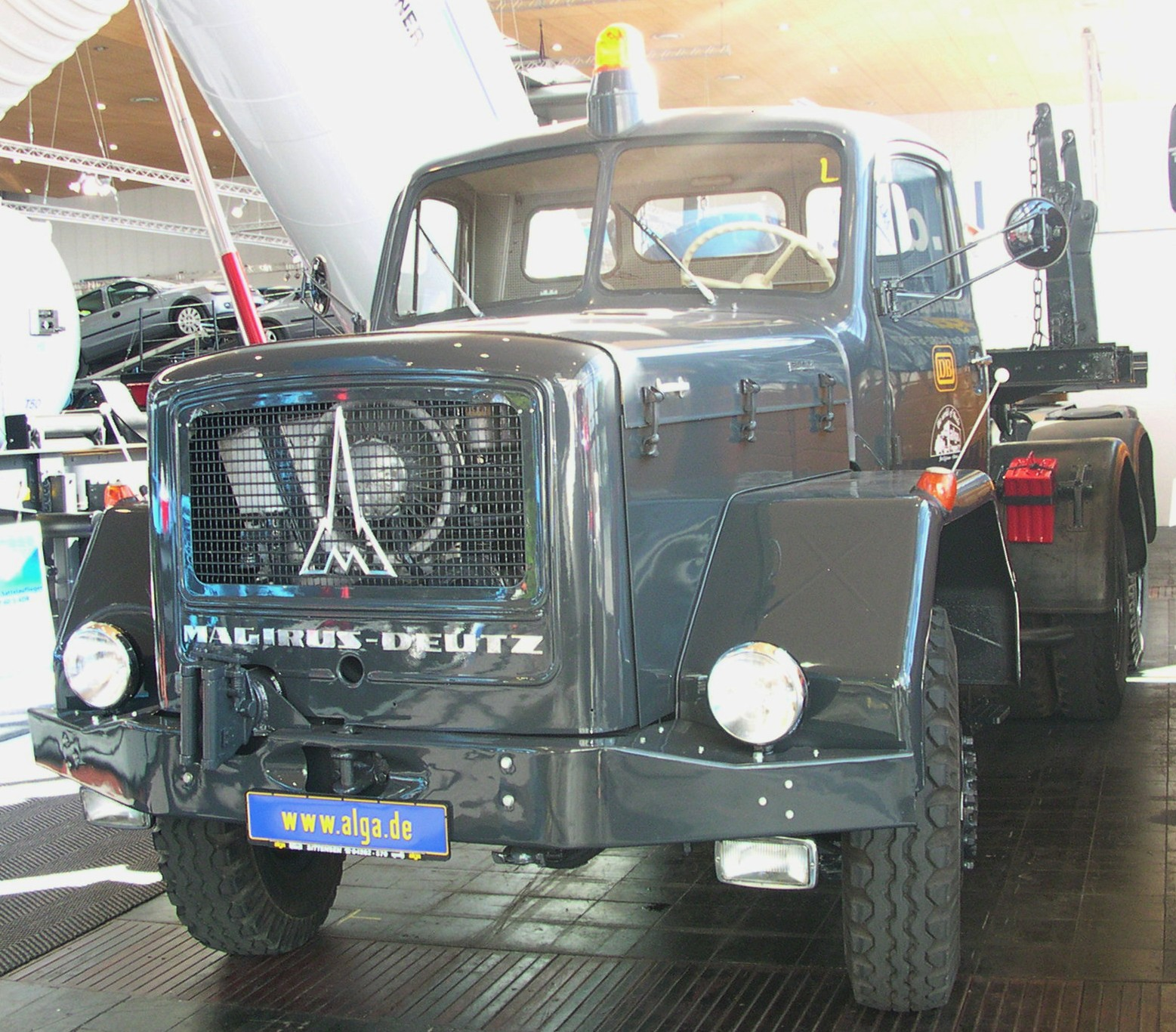
Cabine à capot carrée 2e génération Magirus-Deutz (1962)
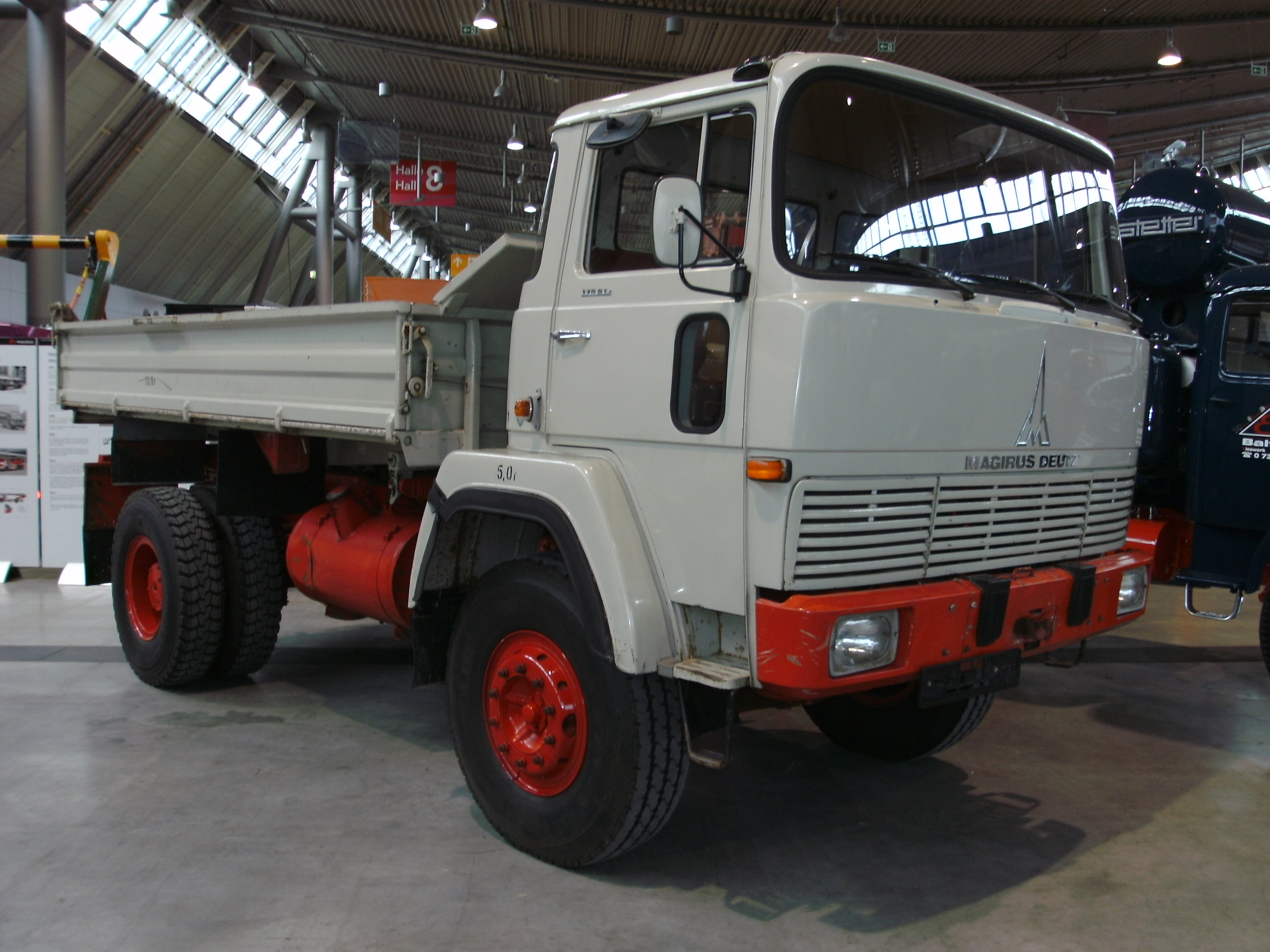
Cabine avancée Magirus-Deutz 1re génération (1963)
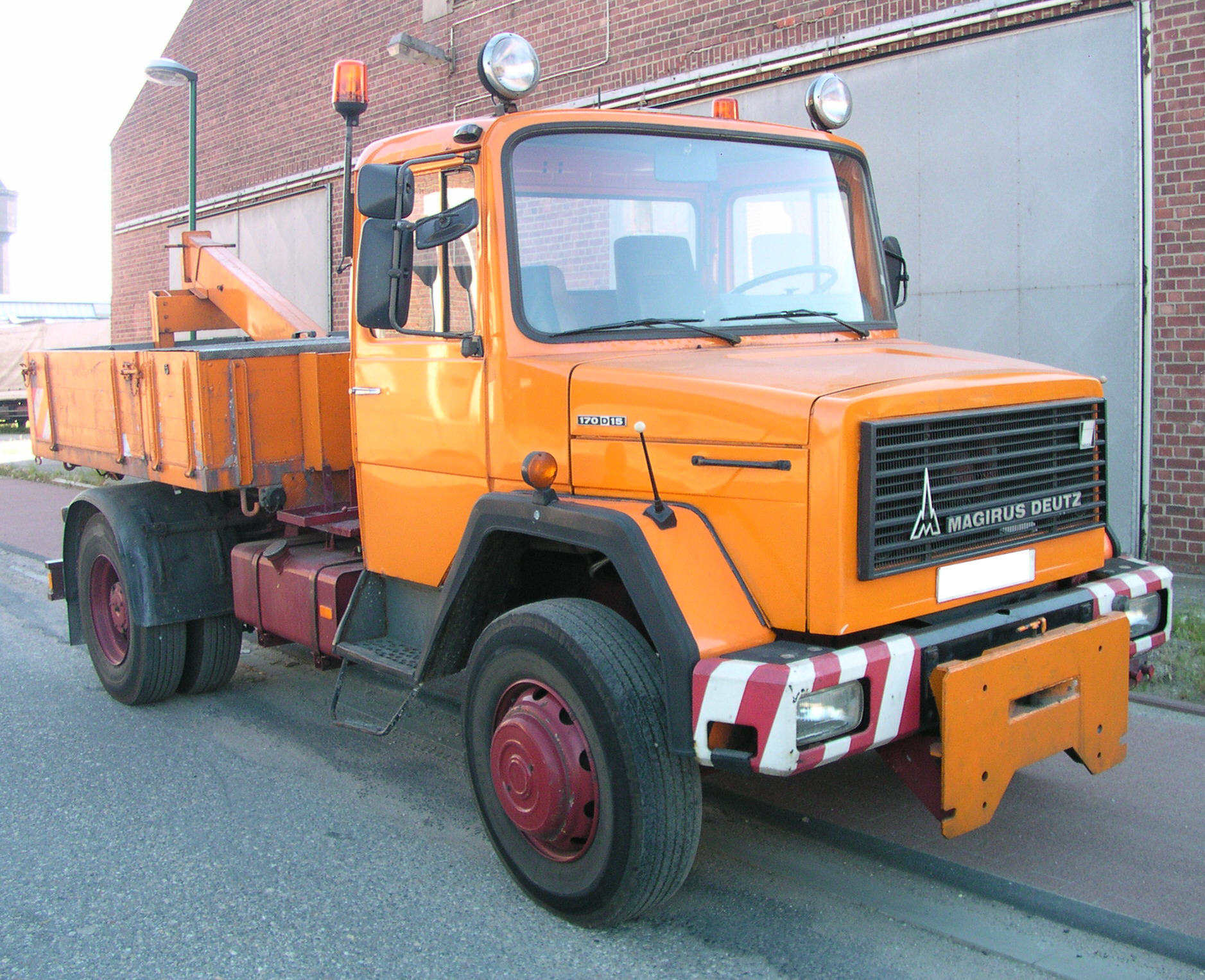
Cabine à capot carrée Magirus-Deutz 3e génération

À partir de 1962, les capots ronds des camions sont progressivement remplacés par les capot carrés. En 1963, la gamme de cabines s'est élargie aux cabines avancées. À partir de 1964, une nouvelle désignation des modèles s'est imposée, utilisant une combinaison de chiffres et de lettres faisant mention de la puissance du moteur en chevaux DIN, du poids total autorisé en tonnes, le type de cabine et carrosserie. Par exemple : 232 R15 FAK = 232 ch, 15 tonnes, cabine avancée, quatre roues motrices, benne basculante.

## Camions
- Klöckner-Humboldt-Deutz S3500[6]
- Klöckner-Humboldt-Deutz S4500[7]

### Consolidation et développement
Pour l'industrie allemande des véhicules utilitaires, les périodes les plus difficiles, après la Seconde Guerre mondiale, se situent dans la seconde partie des années 1950 et entre le milieu des années 1960 et le début des années 1970. La reconstruction du pays détruit par la guerre et le miracle économique étaient terminés et les premières crises avaient réduit la demande de véhicules utilitaires, entraînant des surcapacités sur un marché restreint. Magirus-Deutz a vu sa production réduite de 8 406 camions en 1956 à 5 401 en 1957 avant de remonter progressivement puis, passer de 13 762 en 1964 à 7 486 en 1967. Pour survivre, le puissant groupe Daimler-Benz proposait (bradait) ses camions Mercedes-Benz à bas prix afin d'évincer un maximum de concurrents sur le marché allemand mais aussi à l'étranger. Cela était possible parce que Daimler-Benz avait gagné beaucoup d'argent avec sa division automobile et pouvait subventionner la division camions. C'est ainsi que de nombreux constructeurs comme Magirus-Deutz, Krupp, Faun, Hanomag-Henschel et Büssing ont abandonné leur production de véhicules utilitaires ou ont perdu leur indépendance. (Voir Histoire de l'industrie ouest-allemande des poids lourds de 1945 à 1990). Magirus-Deutz a été, dans un premier temps, suffisamment forte pour survivre à cette crise, bénéficiant de sa bonne position sur le marché des véhicules à traction intégrale pour le bâtiment et les travaux publics, mais aussi en profitant de la disparition de concurrents nationaux.
En 1964, avec la naissance du Marché commun, Magirus-Deutz AG ouvre une usine de montage à Saint-Ouen, qui reçoit des châssis-cabines d'Allemagne, transportés par chemin de fer. Le marché français s'ouvre (enfin) et adopte bientôt les camions de la marque grâce à des délais de livraisons courts et un prix de vente compétitif par rapport aux marques françaises traditionnelles. On voit de plus en plus, sur les chantiers de travaux publics, les camions robustes Magirus-Deutz et économiques à l'entretien.
En 1967, Magirus-Deutz élargit sa gamme de véhicules utilitaires en reprenant la construction d'un camion léger à commande avancée de la société Eicher , qui produisait en fait des machines agricoles , et en l'incluant dans son propre programme de livraison. Eicher voulait s'essayer à la construction de camions et a donc commencé à produire le modèle de camion TransExpress en 1962. Cependant, Eicher n'a pas été en mesure de vendre le véhicule via son propre réseau de vente de machines agricoles. Par conséquent, la construction a été confiée à Magirus-Deutz en 1967 (après quelques modifications optiques et techniques, notamment au niveau de l'avant de la cabine de conduite et au niveau du châssis), où les types Eicher ont été vendus . à travers le réseau de vente de camions existant sous le nom de Magirus-Deutz est devenu. Les moteurs provenaient de KHD.
À partir de 1968, Magirus-Deutz se lance dans la production d'autobus urbains et interurbains standard conformément aux spécifications de l'Association des entreprises de transport public Autobus standard VÖV. En 1971, la gamme vieillissante des camions moyens et lourds à capot est renouvelée mais bien que la plupart des constructeurs de camions, en Europe, soient depuis longtemps passés aux camions à nez court et aux cabines avancées, Magirus-Deutz a conservé les cabines à capot long de 3e génération.

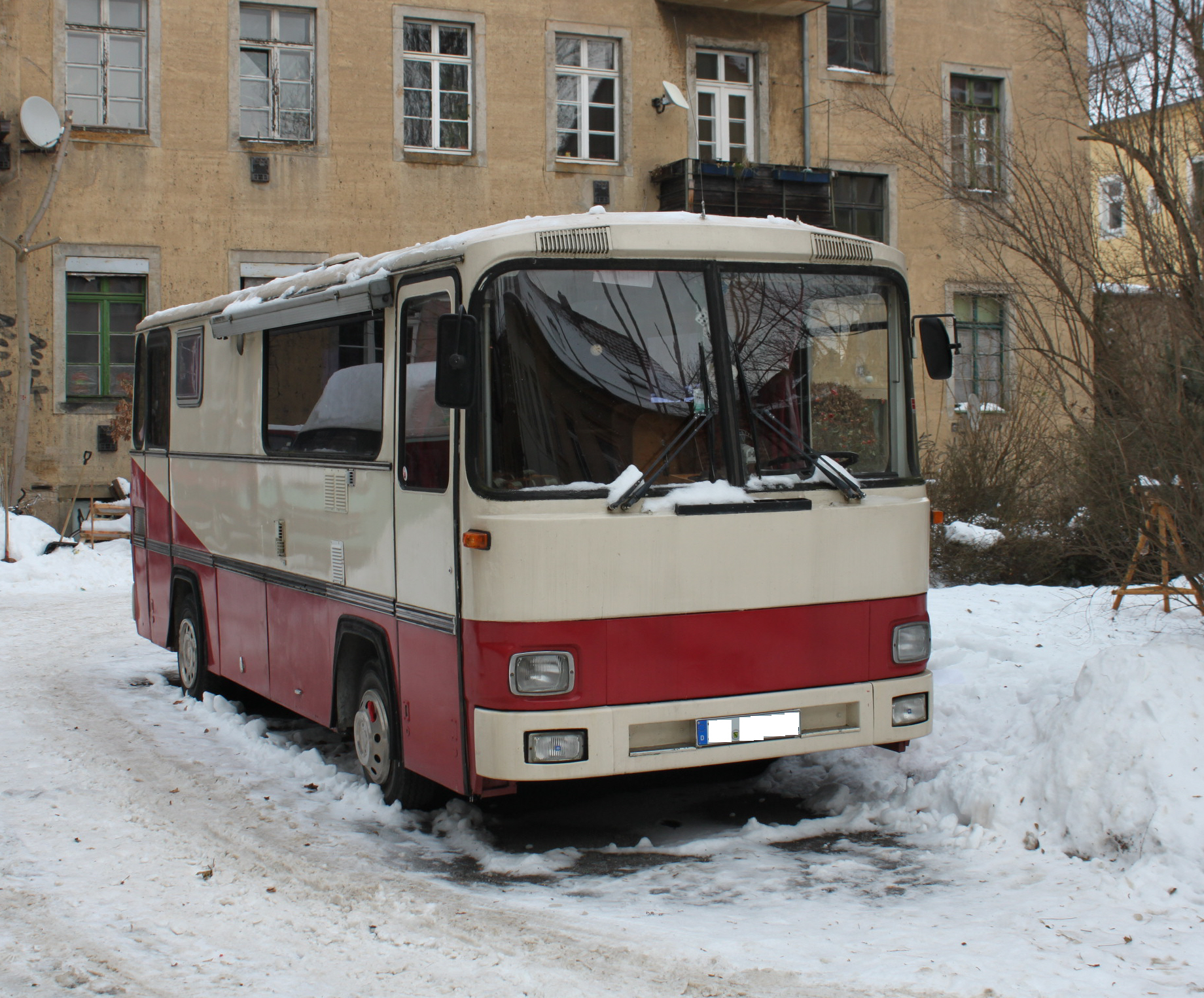
Midibus Magirus-Deutz Clubbus R.80
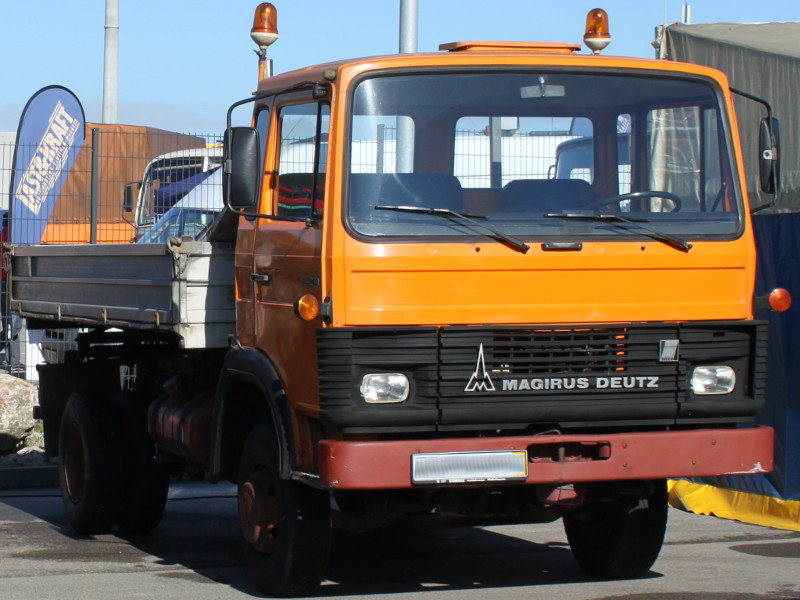
Camion Magirus-Deutz Club des Quatre
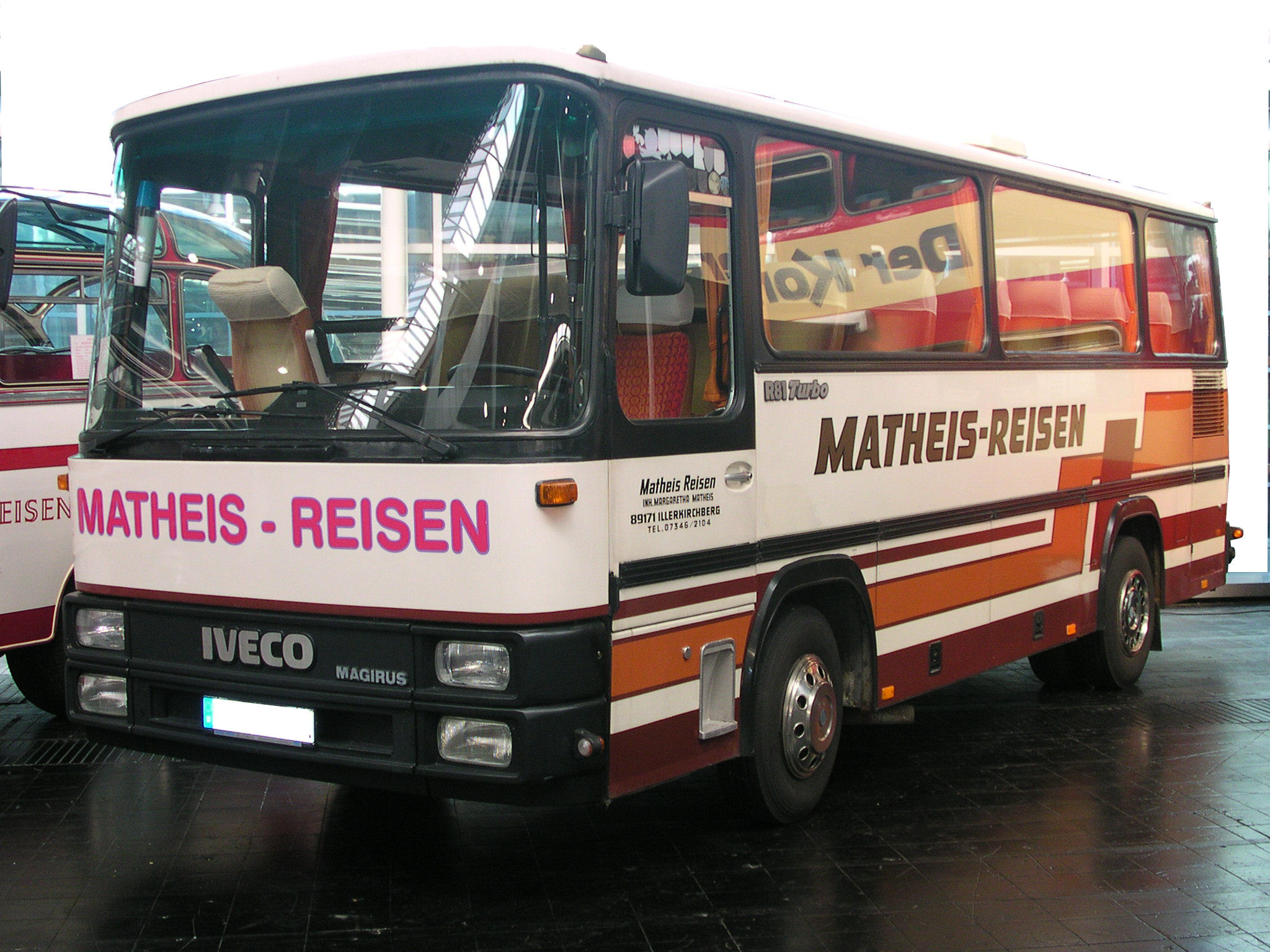
Midibus IVECO Magirus R.81 Turbo

À partir de 1972, Magirus-Deutz développe le midibus type R spécialement destiné aux petits groupes de touristes, le Magirus R.80 puis le R.81, fabriqué jusqu'en 1982. Au début des années 1970, les premiers moteurs turbo Magirus-Deutz apportant plus de puissance et plus spontanée sont lancés. L'évolution de la demande a fait qu'à partir de 1976, Magirus-Deutz n'a plus vendu de camions légers et moyens car non compétitifs. C'est pourquoi le constructeur allemand a collaboré, en 1971, avec DAF, Saviem et Volvo au projet du Club des Quatre qui a permis de développer et de commercialiser en 1975 une nouvelle gamme de camions moyen tonnage avec une cabine avancée.

### Crise, rachat parFiatet incorporation dansIVECO
Au milieu des années 1970, la situation de KHD s'est détériorée à cause de sa filiale Magirus-Deutz. Des investissements importants pour le développement de la gamme du Club des Quatre, de la cabine à capot carrée de 3e génération et la nouvelle usine d'Ulm, Donautal, à l'époque l'usine de camions la plus moderne d'Europe, ont fragilisé KHD. Des investissements supplémentaires en R&D auraient été nécessaires, car la conception des cabines avancées type D, datant  depuis des années et surtout pour le trafic longue distance était de moins en moins concurrentiel - la part de marché de Magirus-Deutz dans les poids lourds routiers était tombée à moins de 10 % au début des années 1970. Les cabines à capots carrées de 3e génération, en revanche, étaient d'un design relativement nouveau, mais pas vraiment moderne, car la tendance était clairement à la cabine avancée. En outre, il était devenu évident que les moteurs diesel refroidis par air n'étaient plus d'actualité. Les concurrents avaient depuis fort longtemps éliminé les inconvénients du refroidissement par eau. Les avantages des moteurs refroidis par eau l'emportaient largement sur ceux refroidis par air dont le principal inconvénient était leur niveau sonore. De plus, le niveau des émissions polluantes d'échappement des moteurs refroidis par air étaient bien supérieures à celles des moteurs refroidis par eau. Avec l'ouverture progressive des marchés des pays du Marché commun, la pression des concurrents s'est très sensiblement accrue. Des constructeurs jusque-là peu présents sur le marché allemand, comme DAF, FIAT, Scania ou Volvo sont venus prendre les parts de marché libérées par la disparition des constructeurs allemands. Dans son principal domaine d'activité, les véhicules de chantier, dès 1973, Magirus-Deutz a vu sa part de marché baisser face aux modèles Mercedes-Benz L338 et NG, Fiat 697 et Volvo N88.
En reprenant en 1971 le petit constructeur Hanomag-Henschel, en termes de quantités, mais grand spécialiste de la transmission intégrale, Daimler-Benz s'était fait une réputation et a pu commercialiser des camions de chantier à traction intégrale compétitifs en intégrant la technologie Henschel. Le premier choc pétrolier de 1973 a eu un impact économique important et durable qui a engendré une forte baisse de la demande de véhicules utilitaires, qui a affecté durement Magirus-Deutz. De plus, la division autobus accusait de lourdes pertes depuis la fin des années 1960. Malgré de nombreuses mesures, les ventes d'autobus et autocars continuaient de chuter. Pour les autocars, cela était dû au fait que l'âge d'or des voyages en autocar, en Allemagne, touchait à sa fin avec la volonté de se déplacer dans sa propre voiture et, pour les vacances lointaines, en avion. Dans le cas des autobus urbains et interurbains, domaine traditionnel de la marque, l'imposition en 1967 de l'autobus standard allemand VÖV a déclenché une guerre des prix très désavantageuse pour Magirus-Deutz. Les constructeurs Büssing, Magirus-Deutz, MAN et Daimler-Benz produisaient le type standardisé d'autobus tous identiques, au moteur près. Daimler-Benz et MAN, qui disposaient d'importantes ressources financières, en ont largement profité, tandis que les ventes de Magirus-Deutz et Büssing se sont effondrées. KHD a connu un "répit", en 1974, avec une commande de 9.500 camions par l'Union soviétique, utilisés en Sibérie sur les champs de pétrole et pour construire l'autoroute Baïkal-Amour (projet Delta). Les moteurs Deutz refroidis par air avaient, ici, un avantage décisif. Sans eau de refroidissement, aucun moteur ne pouvait geler.
Cependant, KHD était toujours à la recherche d'un partenaire. Après des négociations infructueuses avec Daimler-Benz, le 1er janvier 1974, KHD a séparé sa division de véhicules utilitaires et créé une nouvelle société, Magirus-Deutz AG. En novembre 1974, le groupe italien Fiat l'a rachetée et l'a intégrée dans sa division poids lourds Fiat V.I. avant de regrouper l'ensemble de ses filiales poids lourds Fiat V.I., OM, Lancia V.I., UNIC et Magirus-Deutz dans la holding IVECO le 1er janvier 1975. Lors de la création d'IVECO, KHD détenait une participation de 20% qui a été revendue à Fiat en 1980.
Les modèles Fiat-OM, commercialisés en France sous la marque UNIC, l'ont été en Allemagne, rebadgés Magirus. Seuls les modèles de chantier Magirus à capot carré ont été commercialisés sous la marque Fiat en Italie et Unic en France, mais équipés de moteurs Fiat refroidis par eau.

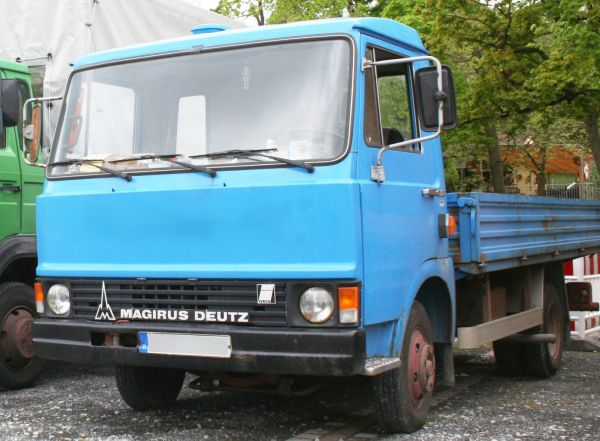
Fiat-IVECO Zeta badgé Magirus-Deutz 90M7FL
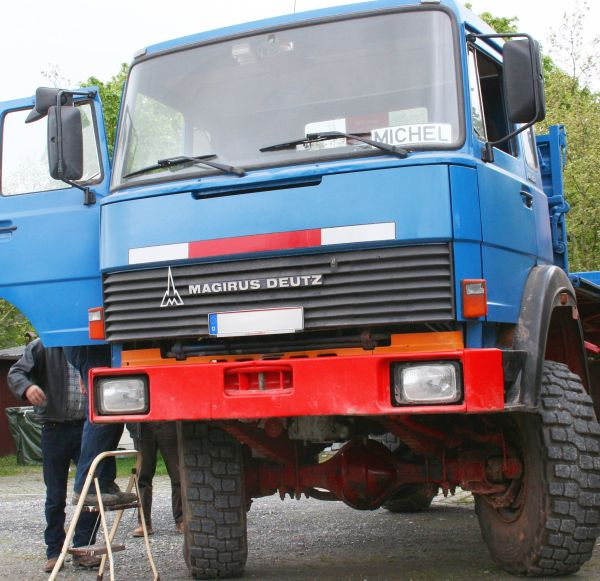
Fiat 260/300 6x4 badgé Magirus-Deutz 256M19AK
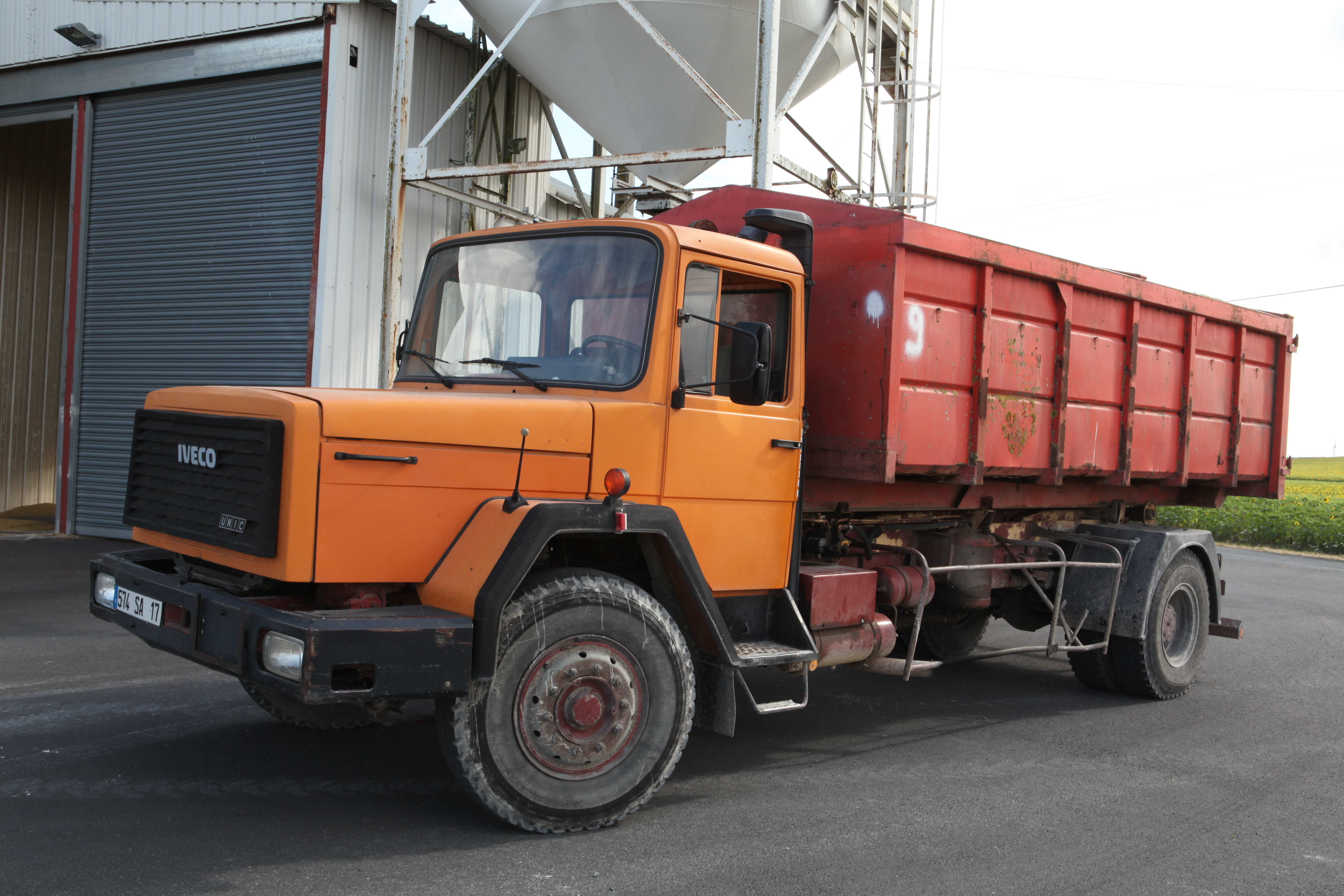
Magirus-Deutz badgé Fiat-IVECO PAC 260 ou Unic-IVECO PAC 260 équipés de moteurs Fiat.

La maison mère, le motoriste KHD, est toujours spécialisée dans la production de moteurs refroidis par air et a tenté de vendre ses moteurs refroidis par air à l'armée américaine. Afin d'obtenir les moyens financiers pour ce projet, KHD a vendu les actions (20%) qu'elle détenait dans IVECO à FIAT en 1980. En 1982, vu les pertes chroniques du secteur autobus et autocars, leur production a été arrêtée en Allemagne et l'usine de Mayence, où ces véhicules étaient produits, a été fermée. Les modèles étaient importés d'Italie. En 1983, Magirus-Deutz AG, intégré dans IVECO, a été renommée "Iveco Magirus AG". Le logo IVECO a été placé au milieu de la calandre des véhicules et le nom Magirus a été placé en bas sur le côté de la calandre jusqu'en 1982, année où seul le nom IVECO a figuré. Seuls les véhicules de lutte contre l'incendie, fabriqués dans l'usine d'Ulm, arborent le nom IVECO-Magirus. Les moteurs Deutz refroidis par air typiques de Magirus-Deutz ont été progressivement remplacés par des moteurs Fiat-Iveco refroidis par eau à partir de 1976 avant d'être abandonnés en 1990.

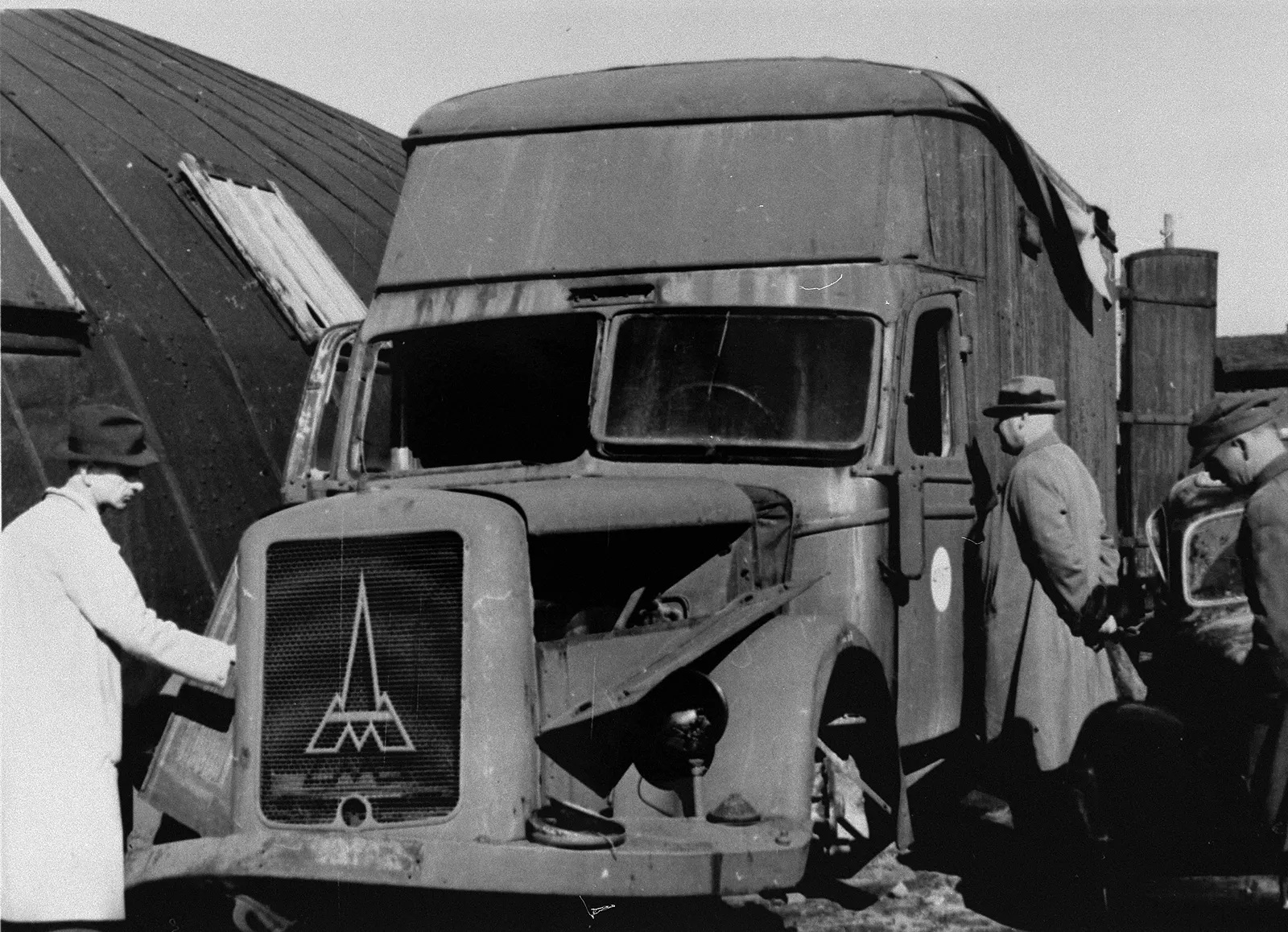
Epave d'un Camion Magirus-Deutz près de Chełmno en 1945, similaire aux camions à gaz employés au camp d'extermination de Chełmno
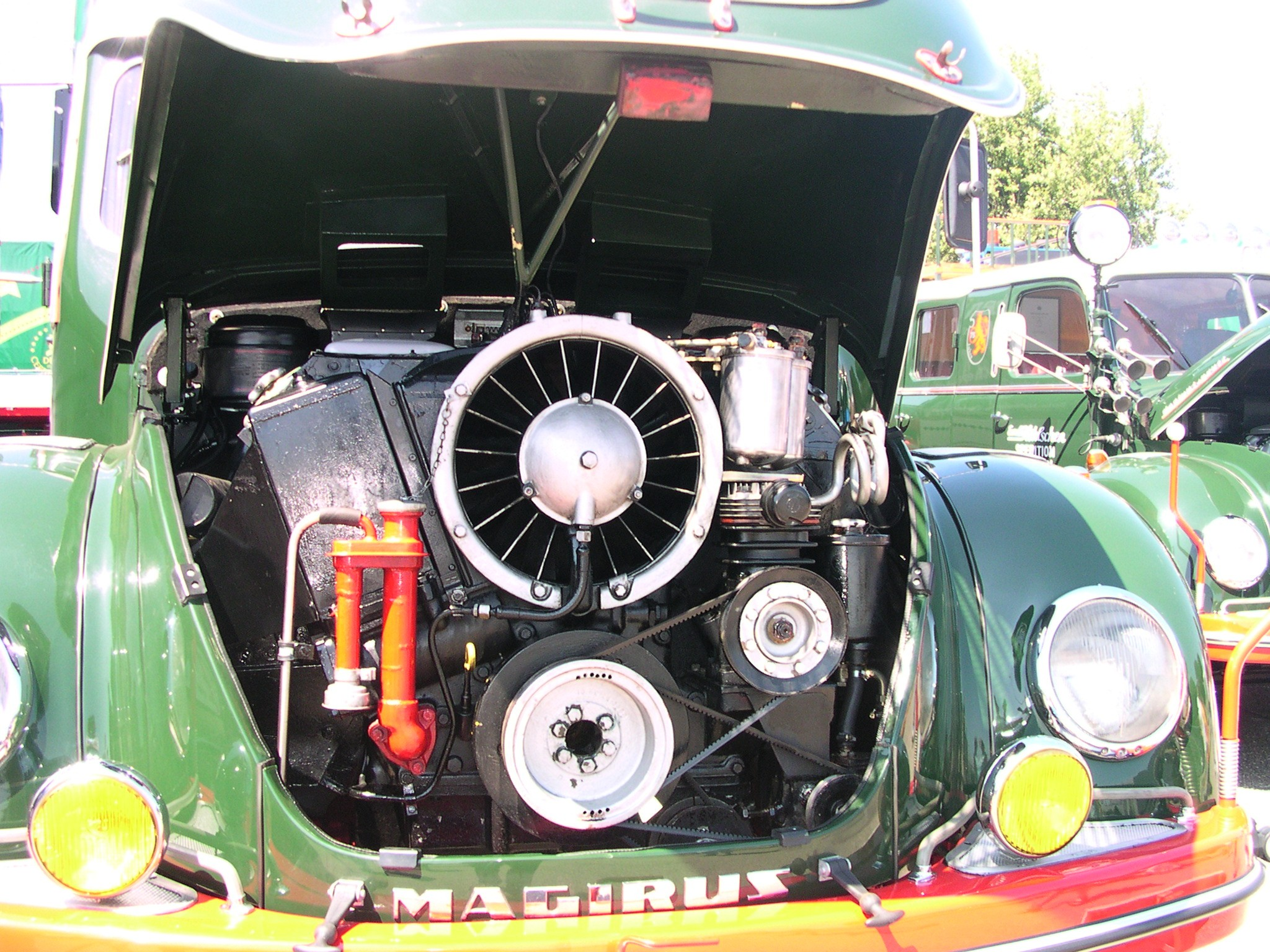
Moteur d'un camion Magirus-Deutz S 6500 refroidi par air
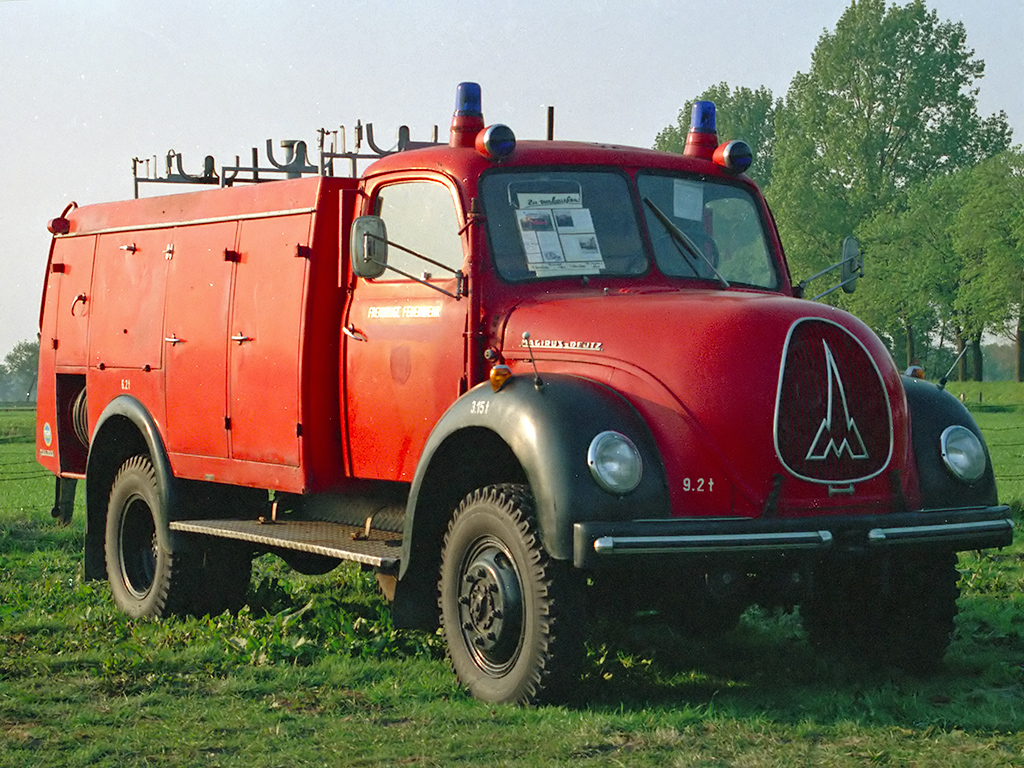
Engin-pompe d'incendie Magirus-Deutz
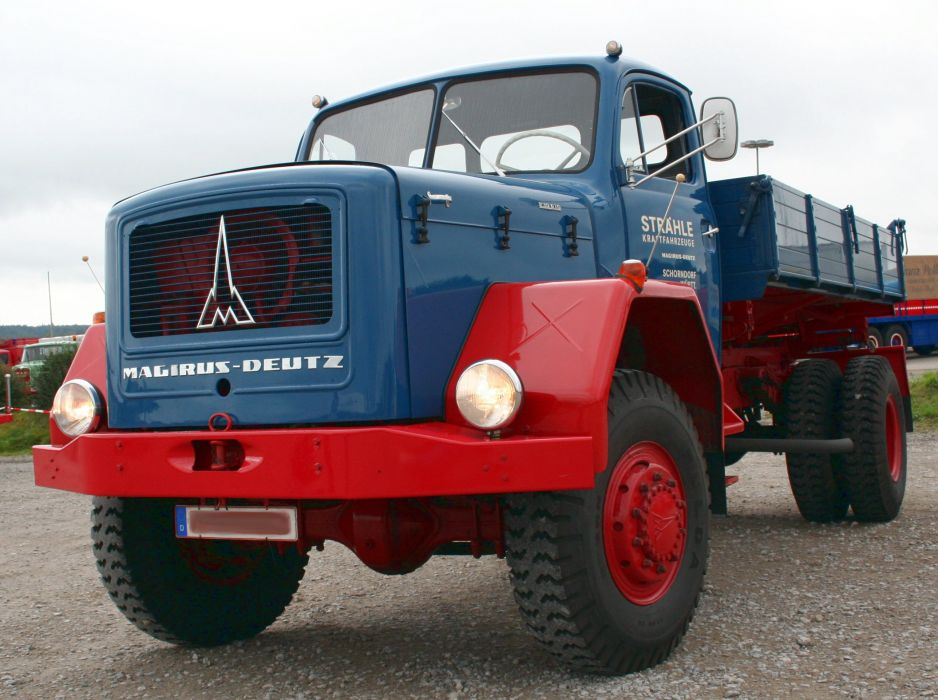
Camion benne Magirus-Deutz 230
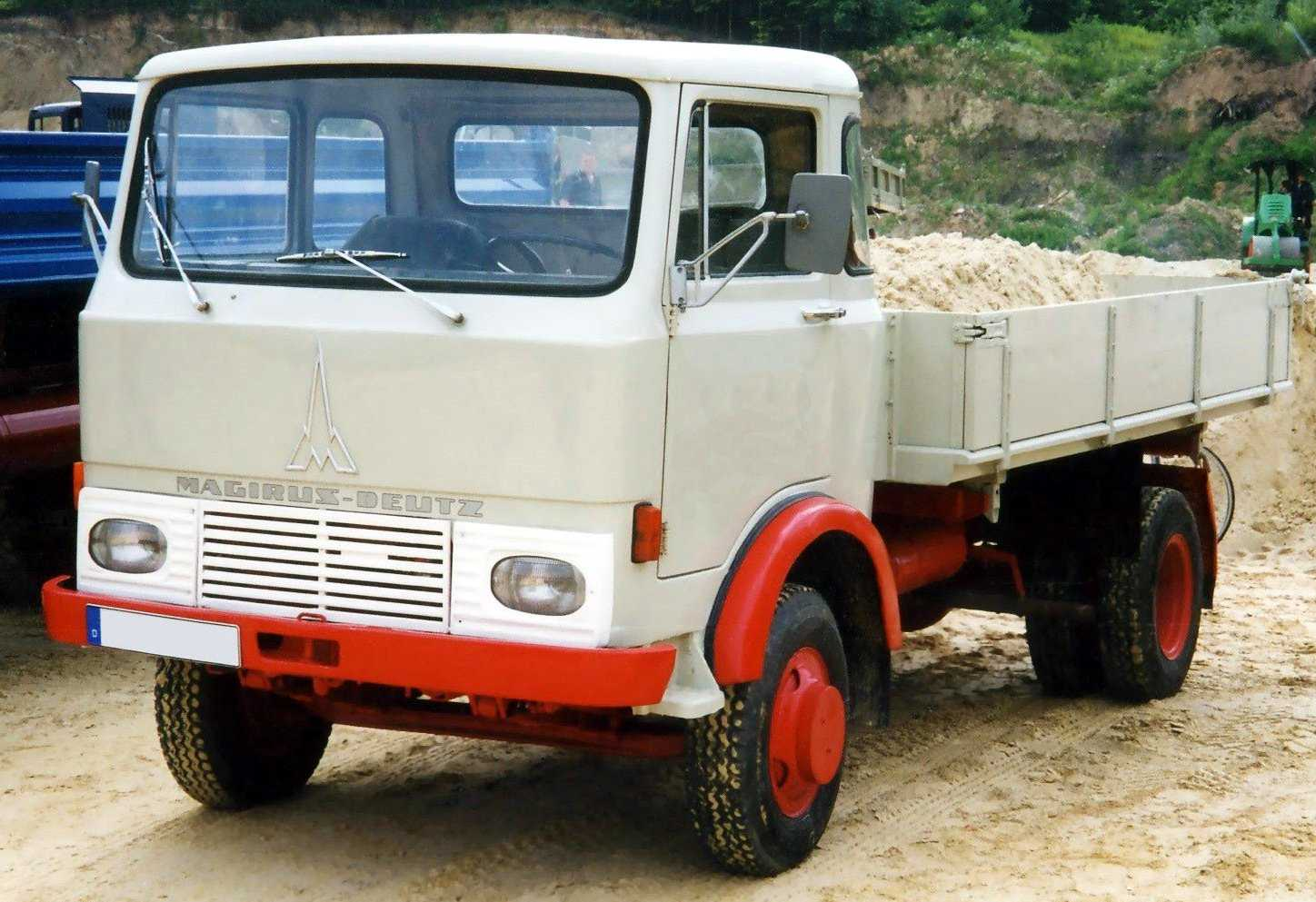
Camion benne Magirus-Deutz M80D7FK
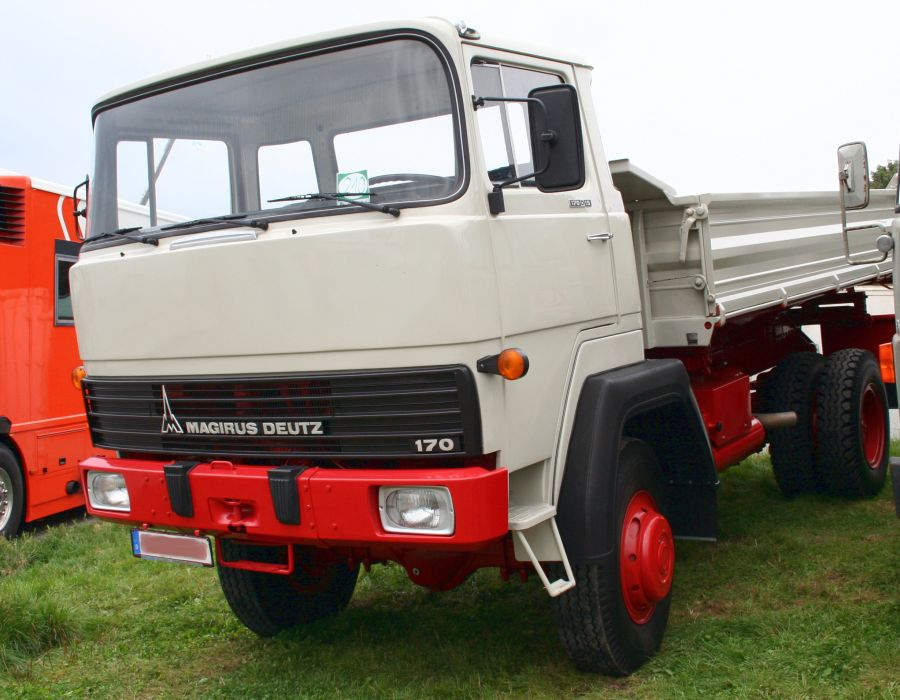
Camion benne Magirus-Deutz 170 cabine avancée "D"
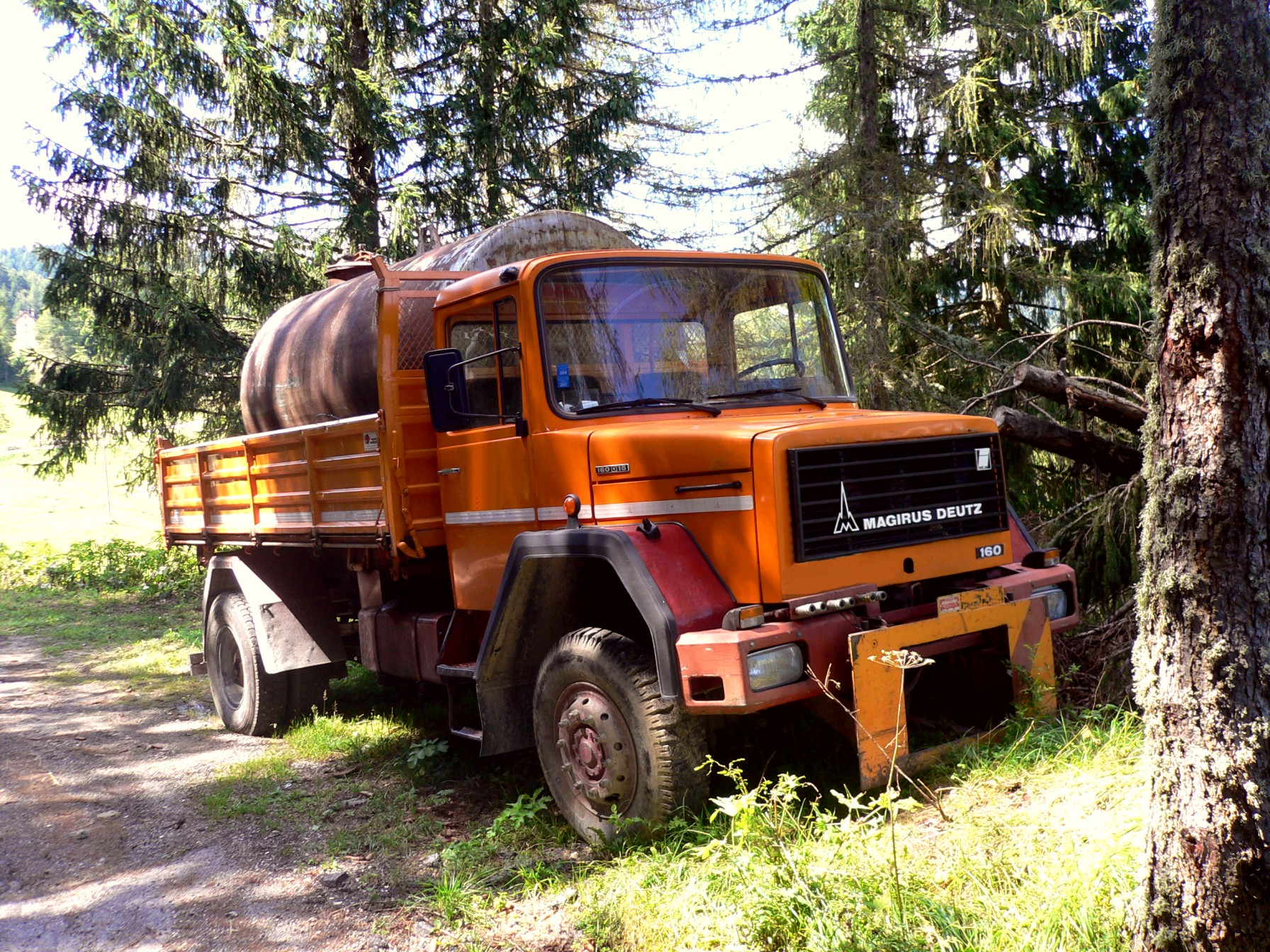
Camion benne Magirus-Deutz/IVECO 160 D 15
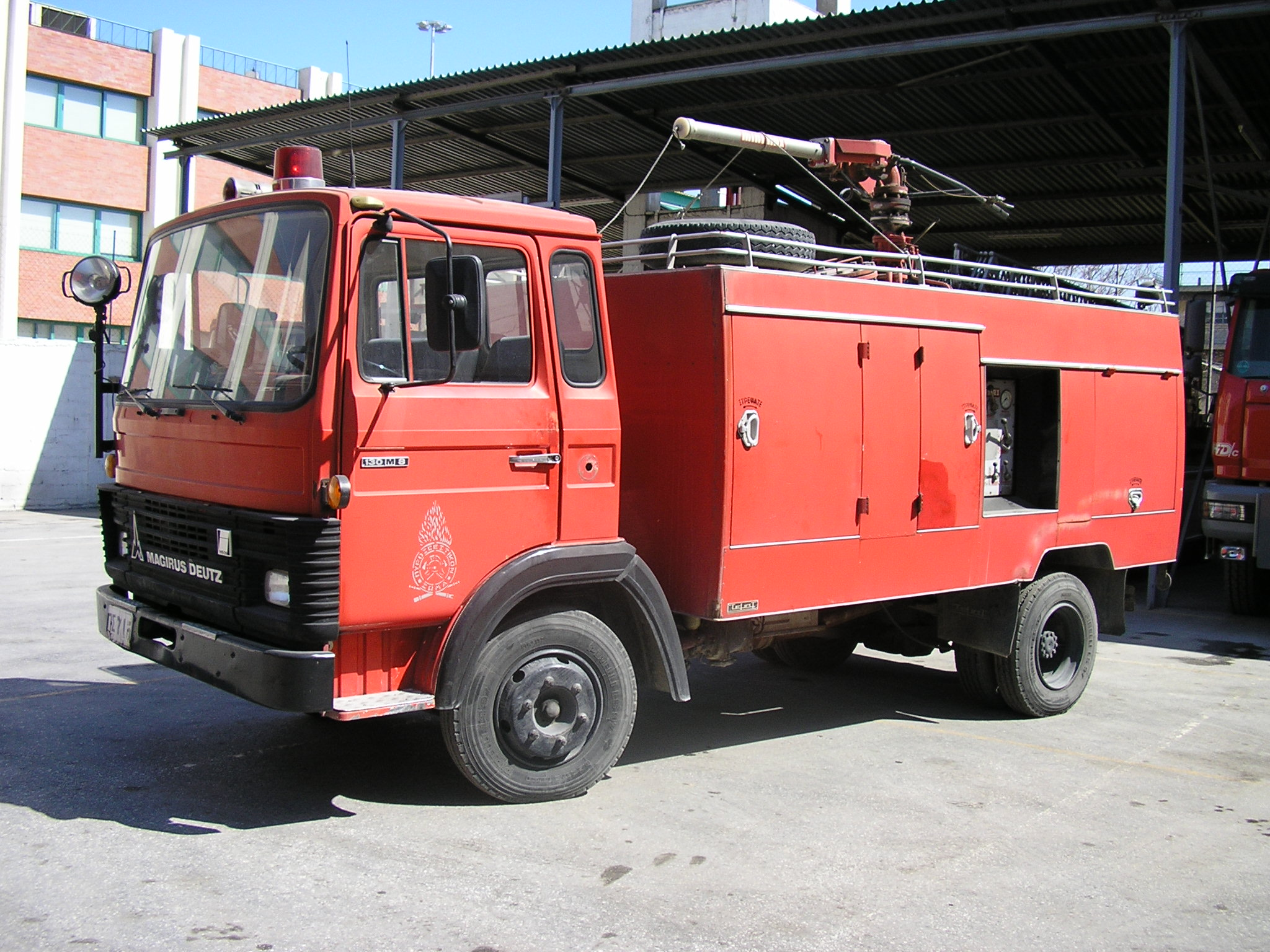
Moto-pompe incendie Magirus-Deutz/IVECO 130.M8FL (cabine « Club des Quatre »)
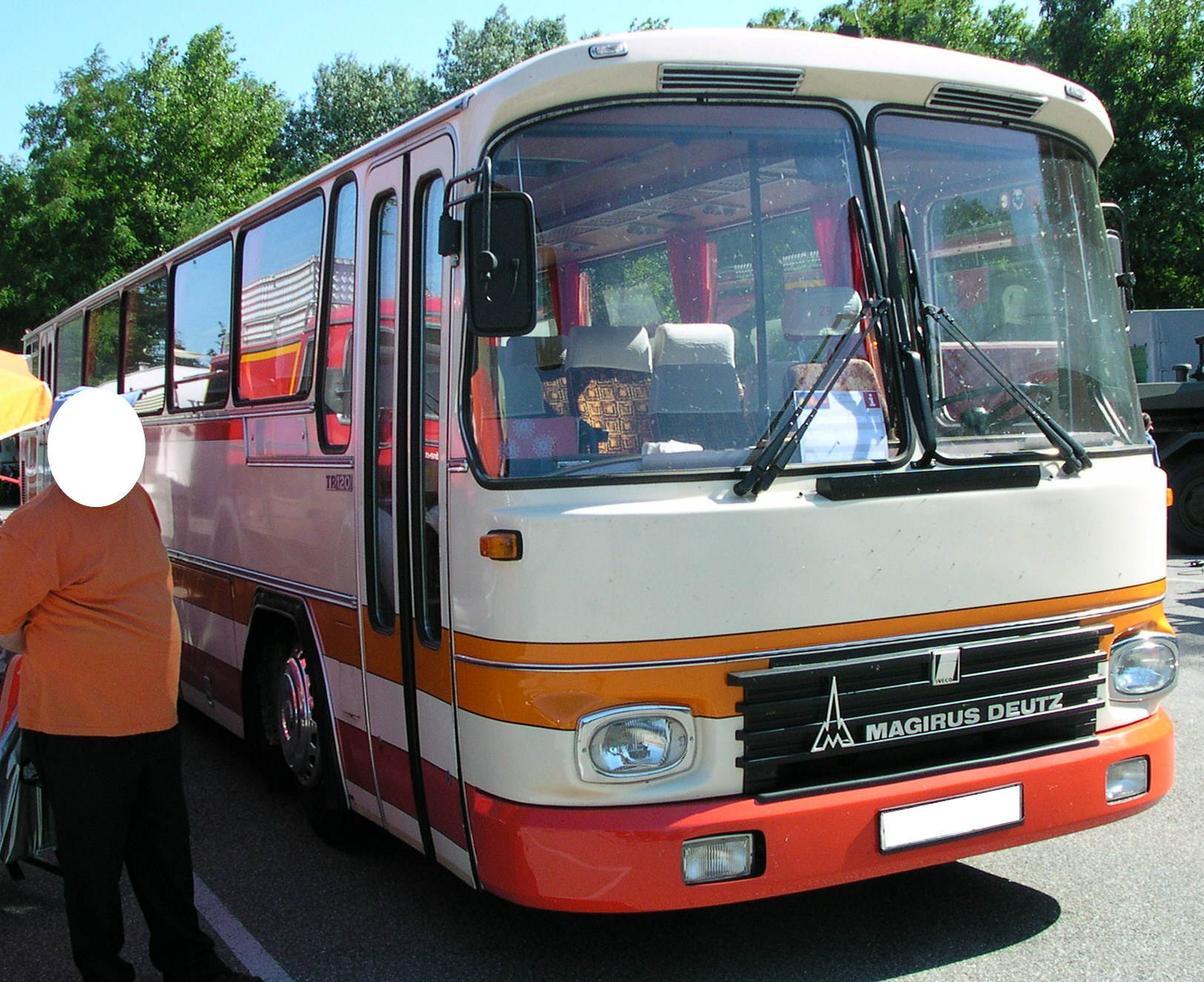
Autocar Magirus-Deutz-IVECO TR.120

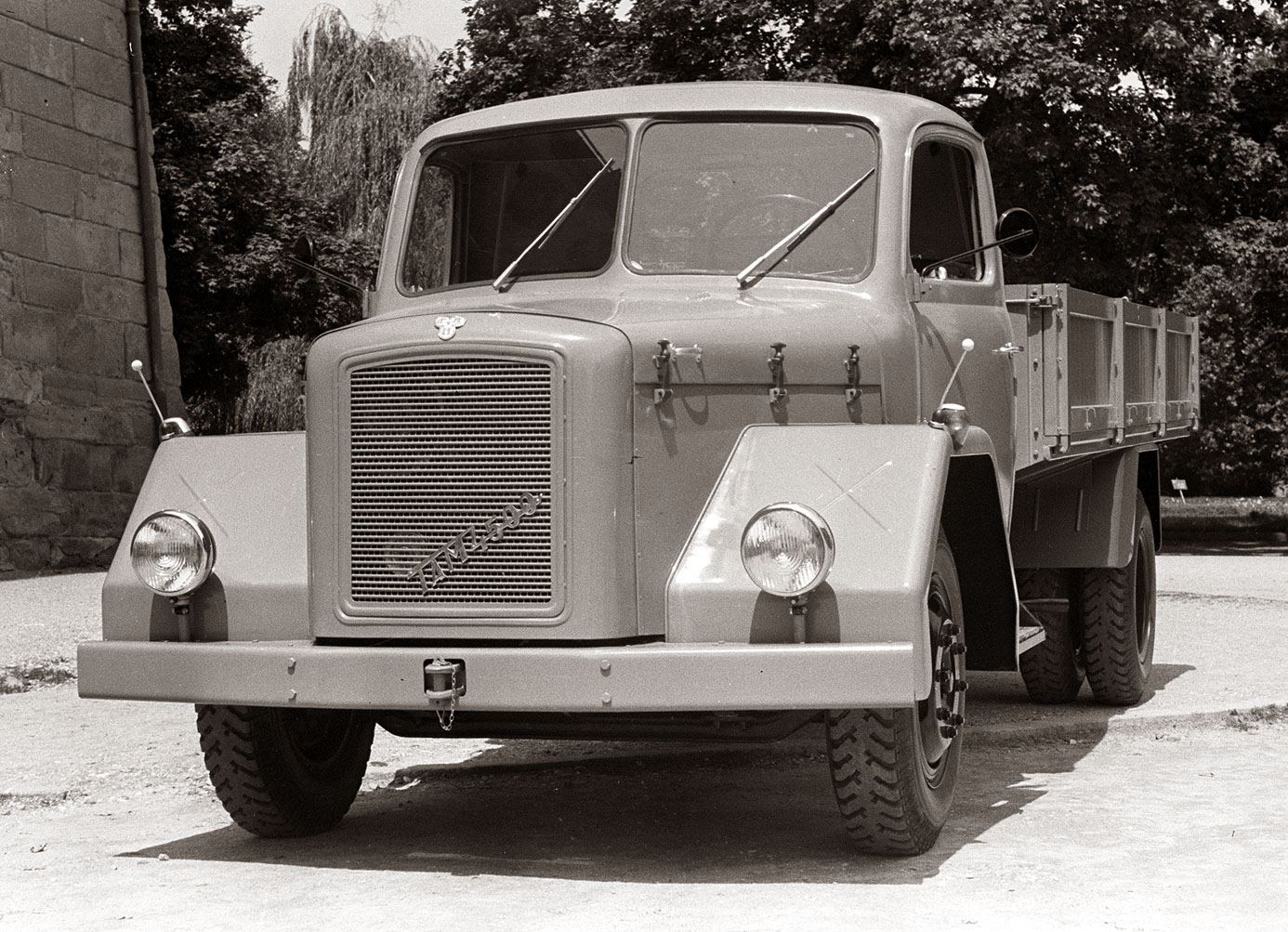
Camion TAM 4500 construit sous licence Magirus-Deutz en (ex) Yougoslavie

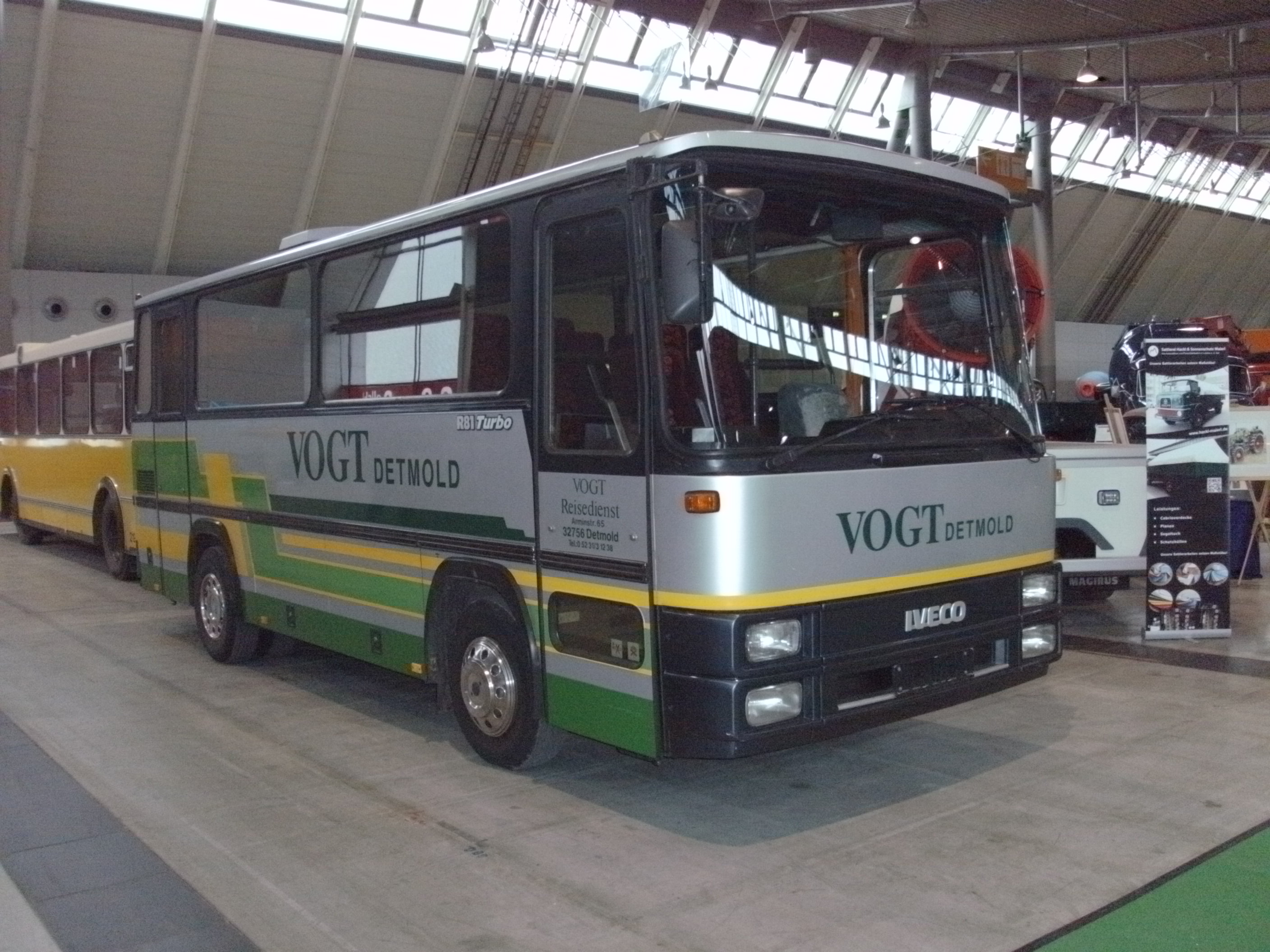
Midibus IVECO R.81

## Les camions Magirus-Deutz à l'étranger
Magirus-Deutz détenait une part de plus de 20 % des exportations de camions allemands en 1961/1962, derrière Mercedes-Benz (environ 40 %), devant MAN et Henschel (environ 15 % chacun). Plusieurs moteurs diesel Deutz ont été construits sous licence à l'étranger.
Il y avait aussi des constructeurs qui assemblaient à l'étranger des modèles livrés en CKD, en Grèce et en Turquie notamment.
- À partir de 1958, la société (ex) yougoslave TAM basée à Maribor a produit, sous licence, des camions et autobus Magirus-Deutz, également utilisés par l'armée yougoslave.
- Les modèles Magirus-Deutz ont été fabriqués sous licence et commercialisés par NASCO en Égypte à partir de 1959, comme en Iran par Zarin Khodro. Au Koweït, les camions Magirus Deutz ont été produits sous licence par la société NAMTCO de 1983 à 1986. Le constructeur turc Otokar a produit des autobus sous licence, à partir de 1963.
- En Afrique du Sud, des camions et des autobus ont été fabriqués par Magirus-Deutz sous les noms de SAMIL (South African Military) et SAMAG (South African Magirus) avec les cabines à capot carré de 3e génération. La production s'est poursuivie jusqu'en 1998.
- En Argentine, la société Deca-Deutz a construit entre 1969 et 1980 plusieurs modèles de camions sous licence, y compris des modèles avec cabine avancée 200D16F[9],[10], 200D19F[11] et 200D24F[12], tous équipés du moteur V8 refroidi par air. Un châssis d'autobus Magirus Deutz, a reçu des carrosseries locales. Après l'arrêt des modèles Magirus-Deutz en 1980, la marque Decaroli a poursuivi la production de ces modèles.